# Талачка криза у истражном затвору у Ростову на Дону
Талачка криза у истражном затвору у Ростову на Дону догодила се јутра 16. јуна 2024. године у Ростову на Дону, Ростовска област у Руској Федерацији. Оканчана је упадом специјалних јединица у затвор, ослобађањем талаца и елимисањем нападача који су били повезани са Исламском државом.

## Док догађаја
У три сата ујутру 16. јуна шест затвореника је побегло из ћелија. Разбили су прозорске решетке, спустили се низ конопац са 3. и 4. спрата, овом приликом је један од њих је пао и сломио руку. Груписали су се, наоружали ножевима и палицама, а потом напали млађег инспектора Виктора Кончакова и узели га за таоца. У при мах се претпостављало да су затвореници на овај начин дошли и до ватреног оружја, али је то накнадно оповргнуто.
Телеграм канал "База" је први објавио информацију о талачкој кризи у ростовском затвору, да би она затим била потврђена и од стране надлежних органа.
У међувремену је начелник оперативног одељења федералне казнено-поправне службе за Ростовску област, потпуковник Александар Богма, узет за таоца након што је отпочео преговоре са затвореницима. Током поменутих преговора су затвореници тражили да им се обезбеди аутомобил, оружје и слободан излазак из затвора.
Током талачке кризе су објавили неколико видео снимака у којима су тврдили да су чланове организације Исламска држава, забрањене у Руској Федерацији.

## Акција специјалних снага
Неколико часова након почетка талачке кризе, око 11:00, специјалне снаге Федералне казнено-поправне службе започеле су упад у истражни затвор. Као резултат ове акције, која је трајала свега 3 минута, ослобођени су таоци и ликвидирано пет нападача, док је један тешко рањен.

## Нападачи
Тројица терориста - Шамил Акијев, Тамерлан Гирејев и Азамат Цицкијев - планирали су да 2023. године да дигну у ваздух зграду Врховног суда Републике Карачајево-Черкезијe. Међутим, службеници ФСБ су успели да спрече терористички напад. Приликом хапшења код њих су пронађене све потребне компоненте за израду експлозивне направе, као и ватрено оружје, укључујући митраљез и два ПМ пиштоља. У марту 2023. осуђени су на по 18 година затвора строгог режима.